# Eta Harich-Schneider
Eta (Margarete) Harich-Schneider (pronunciado /ˈeːta ˈhaːʁiç-ˈʃnaɪdɐ/; nombre de soltera Schneider; * Oraniemburgo, 16 de noviembre de 1894; Viena, † 10 de enero de 1986) fue una clavecinista, musicóloga, japonóloga y escritora alemana. 
Realizó estudios de piano y clavecín. Fue profesora, principalmente, en el ámbito de la música antigua, barroca y de cámara. Escribió diferentes obras sobre teoría musical y sobre la historia de la música japonesa, entre otros temas. Durante el ascenso del nazismo en Alemania, defendió los intereses de los alumnos judíos a los que impartía clase. Dio conciertos en Alemania, Escandinavia e Italia, principalmente. En 1941, con el fin de huir de los nazis, se exilió a Japón, donde estudió el idioma, la escritura y la música japonesas. También mantuvo contactos estrechos con la Casa real japonesa. En Tokio le tocó vivir los bombardeos americanos sobre la ciudad, de los que logró escapar con vida. 
Tras la guerra, realizó estudios de japonología en Estados Unidos y, más tarde, regresó a Alemania, donde dio conciertos en distintas ciudades, así como en Suecia y en París. Durante años fue profesora de clavecín en la Universidad de Viena, ciudad en la que falleció a los 91 años de edad. 

## Carrera en Alemania antes del nazismo
Eta Harich-Schneider nació en Oraniemburgo en 1894. Ese es el año que aparece en su lápida en Viena-Hietzing. Sin embargo, en 1949, durante su primera estancia en Estados Unidos, hizo cambiar su fecha de nacimiento al año 1897.
Harich-Schneider finalizó el bachillerato en 1915. Ese mismo año se casó con el escritor Walther Harich (* 1888, † 1931), pero se divorció de él en 1922. Crio sola a sus hijas Lili y Susanne. Desde comienzos de los años veinte, mantuvo amistad con Eva Rechel-Mertens (traductora de Marcel Proust) y Klabund. Estudió piano en Berlín con Conrad Ansorge. Cuando ya era una pianista exitosa, recibió clases por parte de Wilhelm Klatte (1870–1930). En 1924 tuvo lugar su debut en la primera representación de la “Suite 1922“ de Paul Hindemith en la Academia de Canto de Berlín. En 1927 se mudó de Fráncfort del Óder a Berlín. Desde 1929 aproximadamente, estudió clavecín con Günther Ramin en Leipzig y después hasta 1935 con Wanda Landowska en París (cursos de verano). En 1930 actuó en público por primera vez como clavecinista en Berlín. Entre su círculo de amistades y habitual espectador de sus conciertos en Berlín se encontraba el físico Max Planck. 
En 1930 fundó una serie quincenal de conciertos Collegium musicum sobre música antigua y empezó a estudiar en la Biblioteca Estatal de Berlín, lo que llevó a su posterior libro El arte de tocar el clavecín. De 1932 a 1940 fue profesora y directora de la clase de clavecín en la Universidad de Música de Berlín, donde también impartió clases de estilística y música de cámara.

## Carrera durante el nazismo
En febrero de 1933, con el ascenso de Hitler al poder y las restricciones que fueron rápidamente impuestas a la población judía, se le prohibió a Harich-Schneider tener músicos judíos en su Collegium sobre música antigua, advertencia que ella ignoró. Posteriormente, la universidad solamente permitió un porcentaje de alumnos judíos en sus clases. Harich-Schneider luchó por cada uno de ellos y esto le hizo ganarse cada vez más la enemistad de parte de la dirección de la universidad. Finalmente, en sus clases no hubo presencia alguna de judíos. 
Harich-Schneider dio un concierto en mayo de 1936 al que acudieron Hitler, Göring y Goebbels, así como muchas celebridades de la esfera cultural nacionalsocialista. Se vio obligada a tocar la Canción de Horst Wessel y la Canción de Alemania. 
Realizó una gira de conciertos por Escandinavia, donde fue recibida con entusiasmo. En Dinamarca experimentó odio antinazi, abiertamente y por primera vez, por parte de los asistentes a un concierto. En Suecia todavía se reaccionaba de manera ingenua al poder creciente de Hitler en Alemania. 
En marzo de 1940, en Alemania existían ya numerosos prejuicios sobre Harich-Schneider: defendía a la judía Wanda Landowska, tenía demasiados alumnos judíos y mostraba una condición de católica antifascista. En abril de ese mismo año recibió su despido sin preaviso en su buzón. Durante los años de guerra, viajó como invitada a Dinamarca, Suecia, Noruega e Italia. 

## Exilio a Japón
En abril de 1941, ante las crecientes amenazas nazis sobre su persona, Harich-Schneider tomó el penúltimo ferrocarril transiberiano, que se dirigía durante la guerra hacia el este y viajaba a través de Rusia hasta Japón. En Tokio, como invitada de la embajada alemana, se le asignó una sección del edificio como vivienda. Se unió pronto a una parroquia judía, a cuyas misas acudía con frecuencia. En esta ciudad dio conciertos e impartió clases. Tiempo después, empezó a estudiar el idioma, la escritura y la música japoneses. Harich-Schneider tuvo una relación amorosa con el “maestro espía“ Richard Sorge, cuya actividad ella conocía.
En abril de 1942, todos los ciudadanos de Tokio debían llevar una máscara de gas para prepararse ante las posibles alarmas de bombardeos americanos sobre la ciudad. Estos se encontraban a una hora de vuelo de la ciudad. Harich-Schneider abandonó Tokio con su clavecín y pertenencias más importantes y se fue a vivir al campo. Esta situación la soportó hasta octubre del mismo año, cuando regresó a Tokio a una nueva vivienda. En diciembre se sucedían en la ciudad alarmas aéreas casi diariamente. En mayo de 1945 se produjo un gran bombardeo sobre Tokio y Harich-Schneider logró sobrevivir a las llamas tras saltar a un canal de aguas residuales. 

## Tras la Segunda Guerra Mundial
Después de la Segunda Guerra Mundial, Harich-Schneider fue una de las principales autoridades sobre música japonesa. Impartió clases en Tokio, tanto en el US-Army College como en el Departamento de música de la corte de la Familia imperial de Japón (de 1947 a 1949). Publicó dos obras estándar sobre música japonesa. En 1947 obtuvo el permiso de residencia permanente en Japón y, en 1949, un visado para viajar a Estados Unidos y se dirigió a Nueva York, donde realizó estudios de japonología en la Universidad de Columbia y sociología en la Nueva Escuela de Investigación Social. Allí recibió un premio por su trabajo de máster Las relaciones de elementos nativos y extranjeros en el desarrollo de la música japonesa - un caso de estudio.
Su hija Lili Harich (24 de mayo de 1916 – 1960) fue soprano. Después de la guerra y tras muchos años, Harich-Schneider se encontró de nuevo con ella, de quien percibió un gran distanciamiento. Su hija Susanne Kerckhoff (5 de febrero de 1918 – 1950), escritora, se suicidó en 1949. 
En 1950, Harich-Schneider volvió finalmente a Alemania y dio conciertos en Düsseldorf, Colonia, Essen y Fráncfort. También tocó en Suecia y en París. 
En 1955 recibió una beca Guggenheim y hasta 1972 impartió clases de clavecín en la Universidad de Música y Arte Dramático de Viena. En 1968 le fue concedida la Cruz Austríaca al Mérito en Ciencias y Arte. 
Después regresó a Japón, donde recibió la Orden de la Preciosa Corona en 1977.

## Juicios y últimos años
Harich-Schneider luchó durante años por recuperar su reconocimiento como profesora y por recibir una indemnización por la pérdida injusta de su plaza en la universidad de Berlín. Vivió complicados juicios con injurias, testimonios falsos y ocultación de documentos. En dichos procesos intervinieron jueces todavía afines al pasado régimen nazi. Finalmente, tras treinta años de lucha, resultó vencedora.
Con ochenta años, Harich-Schneider todavía daba conciertos, participaba en conferencias, seguía redactando escritos acerca de teoría musical sobre música antigua japonesa y fue reconocida y admirada por musicólogos de todo el mundo debido a estos estudios, que hasta entonces nadie había realizado. En 1976 tocó por última vez en Berlín, ante una sala llena de público.
Harich-Schneider murió en Viena en 1986 a los 91 años de edad.

## Obra y contribuciones
Harich-Schneider escribió libros sobre técnica para tocar el clavecín y sobre música japonesa. Realizó grabaciones de música barroca, como las Variaciones Goldberg BWV 988 de Johann Sebastian Bach, en 1973 y las Invenciones de dos y tres partes BWV 772–786 y 787–801. También publicó grabaciones de música de Asia oriental.
Desde 1941, Eta Harich-Schneider tradujo obras literarias de varios idiomas, especialmente del inglés, al alemán (Sonetos de Shakespeare).
Entre sus estudiantes de clavecín y clavicordio se encontraban Carla Henius, René Clemencic y Christiane Jaccottet.
En su autobiografía Personajes y catástrofes, informa sobre sus esfuerzos por resistir la creciente influencia de funcionarios y músicos de ideología nazi sobre la Universidad de Música de Viena por medios constitucionales. Además, el libro ofrece una visión de la situación de los alemanes en Japón, desde 1941 hasta después de 1945. También informa sobre la situación de la población japonesa durante la guerra (ataques aéreos).
Durante su tiempo en Berlín, llevó la interpretación de la música antigua a un nuevo nivel: “Probablemente, a uno le hubiera gustado dejar que los aficionados disfrutaran de la creación musical poco exigente de la música redescubierta de siglos anteriores, pero con un fanatismo casi religioso impusieron sus opiniones vociferantes sobre los músicos profesionales.“

## Publicaciones
- El arte de tocar el clavicémbalo, ilustrado y explicado según las fuentes existentes, 4. Edición, Bärenreiter Verlag, Kassel, 1979 (primera 1939)
- El clavecín: una introducción a la técnica, el estilo y las fuentes históricas, 2. Edición, Kassel, Bärenreiter, 1973
- Personajes y catástrofes: Relatos de testigos presenciales de un músico viajero. Berlín: Ullstein, 1978 (memorias)
- Historia de la música japonesa, Oxford University Press 1973
- Impresiones musicales de Japón 1941–1957, Iudicium Verlag 2006
- Mundo tierno – François Couperin y su tiempo, 1939
- Traductora y editora de Tomás de Santa María Cómo tocar el clavicordio con toda perfección y maestría (primera 1565), Leipzig, Kistner y Siegel, 1937, 2. Edición 1986 (Gracia y arte al tocar el clavicordio, también con traducción de Fray)
- Sonetos de Shakespeare en alemán de Eta Harich-Schneider, Pekinger Pappelinsel 1944
- Los patrones rítmicos en Gagaku y Bugaku (Leiden 1954, Brill) [1]
- "Canciones populares regionales y juglares itinerantes en Japón", Journal of the American Musicological Society, No. 10, 1957, pp. 132 f.
- "Los últimos restos de un gremio de músicos mendicantes: The Goze en el norte de Honshu (Japón)". Revista del Consejo Internacional de Música Folclórica, 1959/11, págs. 56-59.

## Premios y distinciones
- 1968: Cruz Austríaca al Mérito en Ciencias y Arte
- 1977: Orden de la Preciosa Corona de Japón